# 全智
全智（1409年—？），字克明，直隸松江府上海縣人，民籍。明朝政治人物。進士出身。

## 生平
正統六年（1441年）辛酉科應天府鄉試第十名。正統十年（1445年）乙丑科會試第十八名，殿試登進士第二甲第八名。

## 家族
曾祖全和卿。祖父全必貴。父亲全英。